# 柏乡县
柏乡县在中国河北省南部，是邢台市下辖的一个县。县政府驻柏乡镇。

## 历史沿革
汉元帝竟寧元年（前33年）封赵哀王劉高子劉买为柏乡戴侯，也是柏乡名字的由来，后废入高邑县，隋文帝开皇十六年（596年）建柏乡县。

## 县情概况

### 地理位置
柏乡位于邢台、石家庄两市交界处，紧邻京广铁路、 京港澳高速、 107国道、 515国道。全县辖6个乡镇和1个省级经济开发区，121个行政村，总面积268平方公里，总人口20万人。

### 交通
柏乡区位优越，交通便捷，是邢台的北大门，距离邢台55公里，距离石家庄70公里，京广铁路、 京港澳高速、 107国道、 515国道穿境而过。

### 旅游
有小里仰韶文化遗址、汉光武帝刘秀登基之地千秋亭、古鄗城等一批历史文化遗存。

## 行政区划
柏乡县下辖4个镇、2个乡：
柏乡镇、固城店镇、西汪镇、龙华镇、王家庄乡和内步乡。

## 人口
截至2020年11月1日零時，柏鄉縣常住人口168761人，佔全市常住人口的2.37%。